# Araschnia
Genre
Araschnia est un genre de lépidoptères (papillons) de la famille des Nymphalidae. 
La plupart de ses espèces vivent dans le centre et l'Est de l'Asie, et l'une d'entre elles a une large répartition eurasiatique : la Carte géographique.

## Liste des espèces
D'après Funet :
- Araschnia burejana (Bremer, 1861) — au Tibet, en Chine, en Corée et au Japon.
- Araschnia davidis Poujade, 1885 — au Tibet et dans l'Ouest et le centre de la Chine.
- Araschnia dohertyi Moore, [1899] — en Chine et dans le Nord de la Birmanie.
- Araschnia doris Leech, [1892] — dans l'Ouest et le centre de la Chine.
- Araschnia levana (Linnaeus, 1758) — la Carte géographique — paléarctique, de l'Europe au Japon.
- Araschnia oreas Leech, [1892] — dans l'Est du Tibet et l'Ouest de la Chine.
- Araschnia prorsoides (Blanchard, 1871) — dans l'Himalaya, le Nord de l'Inde et de la Birmanie, l'Ouest de la Chine.
- Araschnia zhangi Chou, 1994 — en Chine.

## Systématique
Le genre Araschnia a été décrit par l'entomologiste allemand Jakob Hübner en 1819. Son espèce type est Papilio levana Linnaeus, 1758.
Il est classé dans la famille des Nymphalidae, la sous-famille des Nymphalinae et la tribu des Nymphalini.